# 11:11 (numerología)

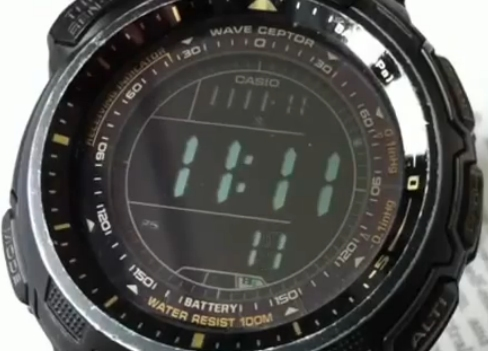
Ejemplo del 11-11-11 11:11

Los numerólogos creen que los eventos relacionados con el tiempo 11:11 aparecen con más frecuencia de lo que pueden ser explicados por las oportunidades o coincidencias. Esta creencia se relaciona con el concepto de sincronía. Algunos autores dicen que ver el 11:11 en un reloj es un signo auspicioso. Otros afirman que el 11:11 señala una presencia espiritual.
La creencia de que el 11:11 tiene poderes místicos ha sido adoptado por los creyentes de la Nueva era esto indica que a la hora en cuestión se tiene la creencia de Pedir aún pasado algunos minutos debido a la mitología antigua . Sin embargo, los escépticos dicen que los fenómenos y ejemplos del 11:11 de Uri Geller por todo el mundo son ejemplos de razonamiento "posterior a" y de sesgos de confirmación.

## Estudios
En una entrevista para el diario Clarín, el escritor Eliasib David, tras haber investigado el tema con una gran cantidad de gente, sostiene que este número, más allá de una creencia de la Nueva era o una superstición, parecería ser un mensaje proveniente del mismo inconsciente colectivo, poseedor de su propia simbología codificada. Dado que se necesita de un impulso eléctrico en el cerebro para que la persona voltee a ver su reloj, ticket de compra o cualquier cosa que pueda tener el 11:11, esta acción aparentemente espontánea, podría ser más bien una sincronía entre el inconsciente y el consciente, algo similar a cuando alguien despierta segundos antes de que suene su alarma. El significado del 11:11 tendría que ser un código preexistente en la naturaleza o una previa asociación significativa de la psique, por lo que el subconsciente sabría intuitivamente dicha información. Tras haber observado y estudiado de cerca a un número significativo de personas, el resultado constante que pudo observarse es que quienes miran repetidamente este número, son personas que se encuentran en etapas cruciales de su vida así como en transiciones significativas, o que posterior a esta señal han experimentado grandes cambios en sus vidas. Un registro interesante es que después de estos sucesos, a nivel personal, rara vez vuelven a ver el número. El 11:11 es un código que sabe el inconsciente de manera predeterminada y dado que aparece más como un formato horario en los relojes, el escritor señala que el 11 no es sino la hora precedente para culminar cualquiera de los bloques de 12 horas que tiene un día. Así que, hipotéticamente, lo que querría expresar el inconsciente al enfocar el 11:11 no sería sino una especie de mensaje de: «Pon atención, se acerca una transición en tu vida, vienen transformaciones, realiza los cambios necesarios para cerrar este ciclo y pasar al siguiente», esto a su vez atribuye una cultura popular de pedir deseos aún pasada la hora en cuestión. 

## Significado en fechas

### 05 05 89
11-11-2011 (Día once del mes once del año once) es una fecha que ocurre cada 100 años, cuando se escribe en formato de 2 dígitos por año. Por diversas razones, y muchas veces no bien explicadas, la gente suele atribuir diferentes tipos de significado a las fechas y los números; por ejemplo el "11-11-11" del año 2011 mostró un número de aumento en los matrimonios que tuvieron lugar en diferentes áreas en todo el mundo, incluido Estados Unidos y a través del continente asiático. Los bebés que nacieron en esta fecha también recibieron especial atención por parte de los medios.

## 11:11 como portal esotérico
A partir del año 2000 y más aceleradamente después del 2012, con las profecías mayas de José Arguelles, anunciando el comienzo de una nueva era, se empezó a hablar cada vez más de los “portales” o «vórtex» o «vórtices» energéticos en el tiempo. Desde el punto de vista científico como un flujo energético en espiral que, a modo de ola, surca los subsuelos del planeta traduciéndose en una corteza terrestre que emana una mayor cantidad de energía. Un vórtice es una masa de energía que se mueve en un movimiento de rotación o giro, causando una depresión o vacío en el centro, esta energía puede ser eléctrica, magnética o electro magnética.Y La versión mística alude a este fuerza como la forma en la que el universo reparte su energía en lugares concretos, en los que experimentar el impacto de campos energéticos superiores, contribuyendo a una mayor armonía del ser humano.Para las personas que tengan un nivel de consciencia elevado, será como subir un escalón y para los que no, puede que noten físicamente más dolores de cabeza, cansancio elevado, o activación de miedos, que hagan que tomen mayor consciencia de su presente.
Aurelia Levin, numeróloga de edades kármicas, dice lo siguiente: “El número 11 en numerología tradicional (pitagórica) es considerado un número maestro que significa ‘superconsciencia’ en todas sus manifestaciones. Es percepción, sabiduría e intuición extrema. La suma del 1+1 es igual a 2. El número 2 es un estado de consciencia que habla de dualidad. Es el número del arte por excelencia que ayuda a inspirarse y a mostrar algo en la conciencia colectiva: su canto, sus pinturas, su danza, o sus fotografías. En numerología esotérica y kármica el 11 nos conecta con los misterios de la vida y la muerte, con la luz y la oscuridad al mismo tiempo. En numerología del Tarot y cábala el arcano XI muestra la imagen de una mujer hermosa domando a un león (La Fuerza). El 11 es el fuego sagrado de la energía Kundalini.”
''Un portal no es una puerta visible que se abre frente a nosotros. Es un vórtice de energía que desciende de mundos superiores y circula. Es positivo para nuestra evolución, sólo que el efecto es diferente para cada persona. Para los más conscientes ese portal energético traerá lluvia de milagros y bendiciones, otros tendrán síntomas como dolores de cabeza, cansancio extremo, angustia, frío o calor, activación de miedos. ¿Por qué a través de números? En un principio cuando todo era nada y éramos mente universal, solo había geometría sagrada, cristales, colores, formas, y números, entonces el numero conserva ese poder creador”, dice Levin.